# Język korsykański

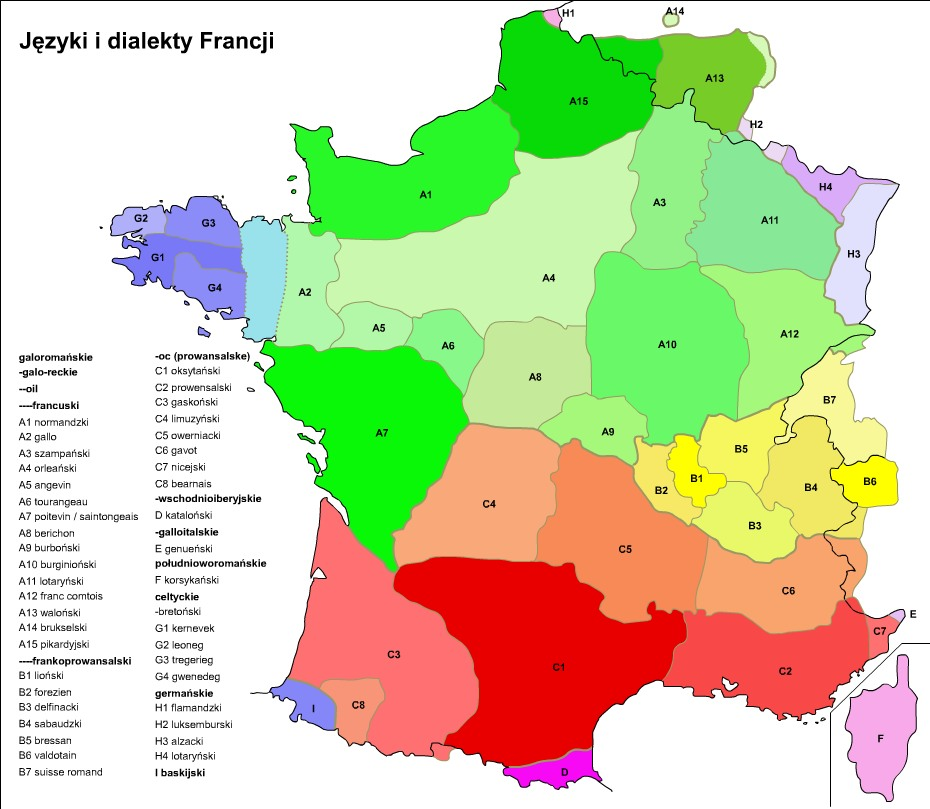
Języki i dialekty Francji

Język korsykański (lingua corsa) – język romański, którym posługuje się ok. 260 tys. mieszkańców Korsyki (francuskiej wyspy na Morzu Śródziemnym), a także ok. 80 tys. Korsykan mieszkających w Boliwii, Kanadzie, Kubie, Portoryko, Urugwaju, Stanach Zjednoczonych, Wenezueli i we Włoszech.
Na Korsyce funkcjonują dwa odmienne dialekty. Większość mieszkańców wyspy mówi dialektem północnym (głównym ośrodkiem jest Bastia). Mowa ta uchodzi często za dialekt języka włoskiego, a konkretnie za odmianę dialektu toskańskiego. Na południu (okolice Sartène) używa się języka, który jest bardzo zbliżony do dialektów sardyńskich i z tego tytułu bywa zaliczany do języków południoworomańskich. W centrum wyspy (Ajaccio) używa się formy przejściowej pomiędzy dialektami.
Większość użytkowników tego języka zna język francuski, ale na co dzień posługuje się korsykańskim, także w piśmie. Fragmenty Biblii przetłumaczono na korsykański w latach 1861–1994. Pełny przekład ukazał się w roku 2005 (wydanie bilingwiczne korsykańsko-francuskie). Język ten miał duży wpływ na dialekt gallurski języka sardyńskiego.

## Język korsykański (południowy) a język włoski

### Różnice w gramatyce

#### Rodzajniki
| Język włoski | Język korsykański |
| ------------ | ----------------- |
| un, uno      | un, unu           |
| una          | una               |
| il           | u                 |
| la           | a                 |
| i, gli       | i                 |
| le           | e/i               |

Przed wyrazem zaczynającym się samogłoską, korsykańskie rodzajniki określone skracają się do l'.

#### Przyimki
- Przyimki bez rodzajników:

| Język włoski | Język korsykański |
| ------------ | ----------------- |
| a, ad        | à                 |
| con          | incù              |
| da           | da                |
| di           | di                |
| in           | in                |
| su           | annantu à         |
| tra, fra     | frà               |

- Przyimki włoskie z rodzajnikami:

|    | il  | l'    | lo    | la    | i   | gli   | le    |
| -- | --- | ----- | ----- | ----- | --- | ----- | ----- |
| a  | al  | all'  | allo  | alla  | ai  | agli  | alle  |
| da | dal | dall' | dallo | dalla | dai | dagli | dalle |
| di | del | dell' | dello | della | dei | degli | delle |
| in | nel | nell' | nello | nella | nei | negli | nelle |
| su | sul | sull' | sullo | sulla | sui | sugli | sulle |

- W odróżnieniu od włoskich, korsykańskie przyimki nie łączą się z rodzajnikami określonymi.

#### Odmiana czasowników
- Odmiana czasownika posiłkowego:

| Włoski | Korsykański | Forma gramatyczna                                            |
| ------ | ----------- | ------------------------------------------------------------ |
| essere | esse        | bezokolicznik                                                |
| è      | hè          | tryb oznajmujący, czas teraźniejszy, 3. osoba, l. pojedyncza |
| sono   | sò          | tryb oznajmujący, czas teraźniejszy, 3. osoba, l. mnoga      |
| era    | era         | czas przeszły niedokonany, 3. osoba, l. pojedyncza           |
| fu     | fù          | czas przeszły dokonany prosty, 3. osoba, l. pojedyncza       |

- Bezokoliczniki, które we włoskim mają końcówkę -are, w korsykańskim mają końcówkę -à: wł. parlare – kors. parlà

#### Spójniki
- Włoskiemu spójnikowi e/ed odpowiada korsykański è.

### Różnice w ortografii
Włoskiemu -ge-, odpowiada korsykańskie -ghje-, włoskiemu -gi- - korsykańskie -ghj- przed samogłoską i -gjhi- przed spółgłoską, na końcu lub gdy i jest akcentowane. Wł. giovani, legge - kors. ghjovani, leghje. Rzecz dotyczy też podwójnego włoskiego g, któremu w tym przypadku odpowiada korsykańskie pojedyncze.
- Nieakcentowane włoskie o przechodzi w korsykańskie u. W szczególności rzeczowniki i przymiotniki, które we włoskim kończą się na -o, w korsykańskim kończą się na -u: wł. romanzo, italiano – kors. rumanzu, talianu.